# Meshāneh
Meshāneh (persiska: مشانه) är en ort i Iran.   Den ligger i provinsen Qazvin, i den nordvästra delen av landet, 210 km väster om huvudstaden Teheran. Meshāneh ligger 2 107 meter över havet och antalet invånare är 108.
Terrängen runt Meshāneh är kuperad. Runt Meshāneh är det ganska tätbefolkat, med 108 invånare per kvadratkilometer. Närmaste större samhälle är Āvaj, 9,3 km öster om Meshāneh. Trakten runt Meshāneh består i huvudsak av gräsmarker.